# Enter Suicidal Angels
Enter Suicidal Angels — міні-альбом шведської групи Dark Tranquillity, виданий у 1996 році лейблом Osmose Productions. Увесь матеріал релізу був записаний протягом накопичення альбому The Mind's I. Пісня «Archetype» виконана з використанням елементів техно та електронної музики.
У жовтні 2010 року світ побачило перевидання Enter Suicidal Angels на грамофонних платівках.

## Список пісень
| #  | Назва              | Автор слів | Автор музики        | Тривалість |
| -- | ------------------ | ---------- | ------------------- | ---------- |
| 1. | «Zodijackyl Light» | Станне     | Сундін, Юганссон    | 3:59       |
| 2. | «Razorfever»       | Станне     | Сундін, Їварп       | 3:16       |
| 3. | «Shadowlit Facade» | Станне     | Юганссон            | 3:25       |
| 4. | «Archetype»        | Станне     | Юганссон, Нурдстрем | 4:29       |

## Список учасників
- Мікаель Станне − вокал
- Ніклас Сундін − гітара
- Фредрік Юганссон − гітара
- Мартін Генрікссон − бас-гітара
- Андерс Їварп − ударні

### Запрошені музиканти
- Міхаель Ніклассон — вокал у пісні «Zodijackyl Light»